# Cratere Kasimov
Kasimov  è un cratere sulla superficie di Marte.